# HD 20144
HD 20144，又名CD-36 1208，SAO 194163、HR 970，是一颗恒星，视星等为6.27，位于銀經238.21，銀緯-58.76，其B1900.0坐标为赤經3h 9m 6.4s，赤緯-36° -58.76′ 5″。